# Rodolfo Gil Grimau

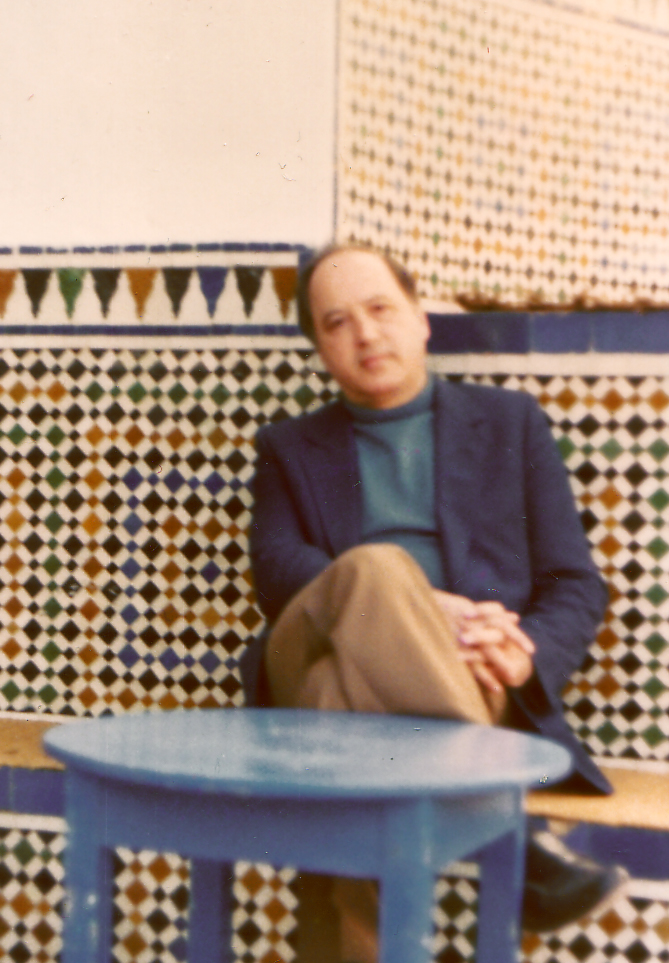
Rodolfo Gil en Rabat (Marruecos), 1984.

Rodolfo Gil Grimau, también llamado Rodolfo Gil Benumeya Grimau (Madrid, 1 de agosto de 1931-Madrid, 30 de julio de 2008), fue un arabista español.
Aunque sus apellidos eran "Gil Grimau", firmó en muchas ocasiones sus obras, especialmente en sus primeros escritos (aprox. 1957-1970) y en los últimos (aprox. 1996-2008), intercalando el apellido "Benumeya" de su padre. Por esta razón, no es infrecuente la confusión entre uno y otro en las referencias bibliográficas.

## Biografía
Era hijo del orientalista andaluz Rodolfo Gil Benumeya y de Emilia Grimau, hermana del dirigente comunista Julián Grimau. Pasó sus primeros años fuera de España, debido a las diferentes misiones culturales desempeñadas por su padre en países árabes. La personalidad de su padre, descendiente por línea materna de una familia morisca, y el hecho de haber experimentado desde su infancia un cosmopolitismo al que eran ajenos los niños españoles de su época, le marcaron profundamente: 

Soy el cuarto Rodolfo Gil. Mi padre era arabista, político y periodista. Pasé mi infancia en Egipto, Marruecos y Argelia y, como todos los que hemos vivido fuera de España, tuve una visión distinta del país.

 Así, entre 1932 y 1936 la familia vivió en Tetuán, por entonces capital del Protectorado Español de Marruecos, y en Tánger. En 1936 se trasladó a El Cairo, donde Rodolfo Gil padre fue profesor de estudios españoles en la Residencia de Estudiantes Marroquíes y colaborador de la Universidad de Al-Azhar, y donde Rodolfo Gil Grimau dio sus primeros pasos escolares. En 1940 su padre fue nombrado lector de lengua española en Argel, ciudad en la que residiría la familia hasta su regreso definitivo a Madrid en 1942.
Estudió el bachillerato en Madrid, en un colegio 

cuya principal característica era la de tener un buen profesorado procedente de Institutos y colegios de la II República, lo que hacía que el alumnado en general, de una u otra referencia social, fuera cuanto menos de talante liberal.

 Después, tras un breve paso por la carrera de medicina, estudió filosofía y letras, con especialidad en filología árabe, en la Universidad Central de Madrid.
En 1962 contrajo matrimonio y al año siguiente se trasladó con su mujer a El Cairo, contratado por la Universidad de Ayn Shams como profesor titular de español. En Egipto acabó de escribir su tesis sobre El pensamiento mágico en las fuentes lingüísticas orientales, que debía defender al año siguiente en Madrid. Sin embargo, la detención y proceso de su tío, el dirigente del Partido Comunista de España Julián Grimau, puso a toda la familia bajo sospecha y vigilancia policial, con el resultado de que su director de tesis, 

Montero Díaz, se negó a presentar la misma sin atender a ninguna pregunta al respecto ni a ningún requerimiento, incluso del decano. Parece haberse amedrentado ante cualquier posible e imaginaria consecuencia.

En la capital egipcia fue nombrado director del Centro Cultural Hispánico sustituyendo al arabista Federico Corriente, no sin tensiones a causa de las sospechas que levantaban tanto su parentesco con Julián Grimau como su estrecha relación con el mundo árabe, fruto de su propio ambiente familiar: 

A Federico Corriente le sustituyó Rodolfo Gil, que encontró dificultades para hacerse con la dirección, por problemas con las autoridades eclesiásticas españolas desplazadas en El Cairo. Así se refleja en una nota del 6 de octubre de 1965 que Francisco de Antequera y Arce, secretario de la embajada envía al director general de relaciones culturales, Alfonso de la Serna: «Se quiere nombrar [director] a Gil Grimau pero la Comunidad de Padres Carmelitas de El Cairo [...], rogó al embajador que no nombrara al citado para el cargo, ni a [José Antonio] Anguiano [que sería director durante el curso 1968-69], de quienes sabe, mantienen una postura antieclesiástica y anticatólica, afirmando públicamente, entre otras cosas, que la religión musulmana es superior a la católica. El embajador considera que es una grave objeción digna de tenerse en cuenta». Sin embargo, a pesar de esto, se le nombró primero director provisional y más adelante permanentemente hasta 1968, que abandonó su puesto.

 El propio Rodolfo Gil, hablando de sus años en Egipto, señala: 

Miembros de la Brigada [Político Social] estuvieron en El Cairo. Algo más tarde, uno de los embajadores españoles en Egipto escribió un Despacho a su ministro en Madrid diciendo peregrinamente que Rodolfo Gil Grimau era «ateo, comunista y musulmán».

En 1969 dejó El Cairo y se trasladó a Rabat (Marruecos), país en el que desarrollaría el grueso de su labor profesional. Fue profesor en la Universidad Mohammed V, y posteriormente creador y director del Centro Cultural Español en la capital marroquí, además de agregado cultural de la Embajada de España. En 1982 presentó en la Universidad Autónoma de Madrid su tesis doctoral sobre Chamanismo fósil en la Península Arábiga, que dirigió su compañero de promoción Pedro Martínez Montávez. En 1984 fue destinado a Tetuán, con el encargo de transformar la antigua Biblioteca Española de los tiempos del Protectorado en otro Centro Cultural Español. Rodolfo Gil perteneció al grupo de directores de centros culturales españoles que dio en esos años los primeros pasos para la creación del Instituto Cervantes como organismo autónomo de difusión de la lengua y cultura españolas, y que subsumiría a toda la red de centros culturales dependientes del Ministerio de Asuntos Exteriores.
En Tetuán, Rodolfo Gil tuvo un papel fundamental más allá del ámbito de actuación del Centro Cultural Español como impulsor de relaciones de cooperación e intercambio entre las instituciones locales y la Junta de Andalucía, sobre la base de la importante huella andalusí y morisca de la ciudad y sus relaciones históricas con Andalucía. Dicha cooperación se plasmó, entre otras cosas, en una serie de actuaciones financiadas por la Junta de Andalucía que rehabilitaron el degradado casco histórico de la ciudad, particularmente su medina o ciudad vieja de factura andalusí, la mayor de Marruecos.
La labor intelectual del propio Rodolfo Gil acusó la influencia de ese carácter morisco e hispanomusulmán de Tetuán, en el que él mismo, como descendiente de moriscos se reconocía, dedicando desde entonces buena parte de su quehacer investigador al tema morisco y a otros fenómenos fronterizos, exponentes del constante flujo cultural y humano entre ambas orillas del Estrecho de Gibraltar.
En 1994 se le encargó la puesta en marcha de la sede del Instituto Cervantes en Lisboa. Dos años más tarde, un accidente cerebrovascular motivó su retirada del servicio activo, dedicándose desde entonces a la investigación y la escritura desde su casa de Madrid hasta su muerte en 2008. Sus restos están enterrados en el Cementerio de la Almudena de Madrid.

## Pensamiento y obra
Su labor intelectual e investigadora se desarrolló sobre todo en torno a las diversas identidades que configuran lo mediterráneo y sus íntimas relaciones e influencias. En particular, se ocupó sobre todo de:
- La literatura de transmisión oral. Investigó la literatura popular del norte de África y su correlato europeo. Son significativos en este campo sus estudios Que por la rosa roja corrió mi sangre, antología y estudio de la cuentística oral marroquí, escrito en colaboración con el hispanista marroquí Muhammad Ibn Azzuz Hakim, Cuentos al sur del Mediterráneo y su ensayo Los cuentos de hadas: historia mágica del hombre, además de multitud de artículos sobre el tema.[7]

- Los orígenes del monoteísmo, y en concreto los vínculos entre judaísmo, cristianismo e islam. El máximo exponente de esta línea es su estudio Judaísmo e islam profundos. Ambigüedad y espera, fe y entrega, en el que analiza los orígenes comunes de ambas religiones y el devenir de las respectivas comunidades.[8]
- Las prácticas mágicas, particularmente las utilizadas por los pueblos semitas, y nuevamente su desarrollo a lo largo del Mediterráneo. Este fue el objeto de su tesis y de su ensayo divulgativo Magia, adivinación y alquimia.
- Las complejas relaciones e identidades mestizas que se han desarrollado históricamente en torno al Estrecho de Gibraltar. Tuvo un especial interés por la odisea de los moriscos (coordinando las obras La política y los moriscos en la época de los Austria o De Cervantes y el islam), pero también por temas como el de los renegados y conversos, las migraciones actuales o los escritores marroquíes en lengua española (La frontera sur de Al-Ándalus: estudios sobre la Península Ibérica y sus relaciones históricas con Marruecos o su participación en Calle del agua. Antología contemporánea de literatura hispanomarroquí).
- La documentación bibliográfica. Fue autor de una prolífica Aproximación a una bibliografía española sobre el norte de África en la que recogió todo lo publicado en España (entre libros y artículos) sobre el Magreb, desde el siglo XIX hasta la década de 1980. Una edición aumentada de esta obra, Bibliografía española sobre el norte de África, quedó inconclusa con su muerte[9] y fue publicada en diciembre de 2010 por la Junda de Andalucía[10]
- Fue también un prolífico comentarista de la política euromediterránea, colaborador habitual de publicaciones como El legado andalusí, Hesperia, o Awraq entre otras.
- Por último, desarrolló algunas de sus inquietudes en forma literaria, en obras como las novelas De cómo la Grajales hízome una venganza (continuación de El Buscón de Quevedo) y Las puertas de los sueños y el poemario Poemas de la anulación y de la creación (publicado póstumamente, en 2009).

Rodolfo Gil Benumeya Grimau fue, además, una referencia en el ámbito de los estudios hispanos en Marruecos, profesor de varias promociones de hispanistas marroquíes.
Como su padre, Rodolfo Gil Benumeya Grimau fue musulmán y defensor de un islam íntimo, alejado de los ritos y las manifestaciones más sociales de esta religión, algo que estaba en consonacia con su visión del islam como un pacto personal sin mediaciones entre el creyente y Dios, en el cual es tarea del propio creyente hacer un esfuerzo personal de interpretación de los textos sagrados (ijtihad) y actuar en consecuencia. Sin embargo, a diferencia de su padre, la época en la que vivió le permitió hacer profesión pública de su fe.

## Obras
- Que por la rosa roja corrió mi sangre (1977) (con Muhammad Ibn Azzuz)
- Aproximación a una bibliografía española sobre el norte de África (1982)
- Los cuentos de hadas, historia mágica del hombre (1982)
- Magia, adivinación y alquimia (1984)
- Corpus aproximativo de una bibliografía española sobre Al-Andalus (1992)
- Cuentos al sur del Mediterráneo (1987)
- Las puertas de los sueños (1999)
- De cómo la Grajales hízome una venganza (2001)
- La frontera sur de Al-Andalus: estudios sobre las relaciones históricas entre la Península Ibérica y Marruecos (2002)
- Judaísmo e Islam profundos: ambigüedad y espera, fe y entrega (2008)
- Poemas de la anulación y de la creación (2009)